# 나노전사 로카파
《나노전사 로카파》는 2023년 공개된 대한민국 특촬물이다. 《지구용사 벡터맨》 연출을 맡은 최성덕 감독이 연출을 담당하게 되었으며, 걸그룹 해시태그 멤버와 보이그룹 느와르 멤버가 출연한다.